# Адулар
Адулар е минерал от групата на силикатите и подгрупата на алкалните фелдшпати, нискотемпературна разновидност на ортоклаза. Той е един от няколкото минерала, наричан у нас още Лунен камък и Вълче око. Получава името си през 1780 г. от италианския естественик Ерменегилдо Пини по находището в планинския масив Адула в Швейцария. IMA статус – Pre-IMA.
Химичната му формула е KAlSi3O8. Твърдостта му по скалата на Моос е 6. Кристалната му система е моноклинна, по-рядко триклинна, със субмикроскопични сраствания. Понякога е опалесциращ, поради което се използва като ювелирна суровина. Луминесценцията е синкава.
Среща се на много места по света, често в комбинация с ортоклаз. Различаването им е трудно, тъй като структурното им състояние е почти еднакво. В България има находища в община Маджарово – Брусевци, община Ивайловград – Розино, община Кърджали – Стремци, заедно със златните депозити в мините „Хан Крум“ и „Купел“ край Крумовград, община Батак – Нова махала, Панагюрище – мините Асарел и Медет и на други места.
Разновидностите на адулара са два – бариев адулар, съобщен първоначално от мината Исагосава на остров Хоншу, Япония и валенсианит, първоначално описан от мината Валенсиана в Мексико.

## История
Адулара се използва в бижутерията от хилядолетия. Римляните са се възхищавали на минерала, тъй като вярвали, че той произлиза от втвърдени лъчи на Луната. Римляните и гърците са свързвали адулара със своите лунни божества. Името Лунен камък произлиза от визуалния ефект – блясък или шилер (адуларесценция), причинен от дифракцията на светлината в микроструктурата, състояща се от правилно разтворими слоеве на различни алкални фелдшпати (ортоклаз или богат на натрий плагиоклаз).